# 補給艦
補給艦（ほきゅうかん、英語: underway replenishment ship）は、他の艦船に対して燃料や食料・弾薬などを補給するための海軍の艦艇のこと。兵站面において、長期間の艦隊行動を支える艦船である。

## 分類
元来は、扱う物品ごとに異なる艦種の補給艦が整備されてきた。例えば最初期には石炭を運搬・補給するための給炭艦 (collier) が建造され、まもなく石油燃料への移行に伴って給油艦（oiler）によって取って代わられた。また燃料以外の補給物資については、武器・弾薬を扱う給兵艦 (ammunition ship) や、食糧や生活物資を扱う給糧艦 (stores ship) がある。
一方、1隻の補給艦によって燃料と弾薬・食糧を同時に補給することで洋上補給の時間を最小化するという「ワン・ストップ補給」コンセプトに基づき、一通りの補給物資を取り揃えた艦も登場した。高速の空母戦闘群に随伴してワン・ストップ補給を実施するのが高速戦闘支援艦 (fast combat support ship) だが、高性能であるために高価であり、速力面で妥協するかわりにコスト低減を図った補給・給油艦 (replenishment oiler) も登場した。これらの艦は、給油艦や給兵艦、給糧艦などの補給艦からそれぞれの物資を受け取った上で、まとめて戦闘艦へと補給することになる。
また後には、これらのワン・ストップ補給艦以外の補給艦でも、複数種類の補給物資を扱うようになっていった。まず小規模な水上艦部隊を効率的に支援できるよう、給兵艦や給糧艦に限定的な給油能力が付与された。更に給糧艦と給兵艦を統合した新艦種として貨物弾薬補給艦（dry cargo ship）も登場した。

## UNREP (洋上補給)
補給艦の重要な機能が補給物資の洋上移送であり、特に航行中に行うものをUNREP（underway replenishment; replenishment at sea, RASとも）と称する。古典的には補給艦と受給艦を索で結んで行うCONREP（connected replenishment）が行われてきたが、ドライカーゴについてはヘリコプターを用いたVERTREP (vertical replenishment) も行われる。

### 洋上給油（FAS）
艦船の動力が帆走から蒸気機関へ移行していくとともに、艦船の行動用燃料の洋上補給（fueling at sea, FAS）の必要性が高まり、UNREPが試みられるようになった。イギリス海軍は1870年には洋上での石炭補給の実験を行ったものの、この時点では1時間に5トンしか補給できないなど、実用性に欠けていた。その後、システムの改良が進められ、1902年に行われた実験では、戦艦「トラファルガー」が石炭運搬船を約8ノットで曳航しながら1時間に30トンの石炭を搭載したといわれる。
行動用燃料が石炭から石油に移行すると、ドライカーゴではなく液体燃料の補給（給油）のほうが技術的難易度が低いことから、実用的手法として用いられるようになっていき、アメリカ海軍でも1917年に第一次世界大戦に参戦するにあたり、駆逐艦をヨーロッパに回航する際に初めて洋上給油を実施した。航行中の洋上給油では、古典的には補給艦の後方に受給艦が続航する縦引き給油法（astern-refueling method）が用いられていたが、1930年代より、アメリカ海軍では並航しながらの横引き給油法（broadside-refueling method）を開発し、第二次大戦中にはこちらが主流となった。
横引き給油法による洋上給油の際には、受給艦が補給艦に近接し、対艦距離35～40メートルを保つように並走しつつ、両艦の間にスパン・ワイヤと呼ばれる鋼索を張り渡し、ついでこれに吊り下げるかたちで給油ホース（蛇管）を展開して、送油を実施する。受給艦における蛇管接続方法としては、当初は燃料搭載用の開口部に蛇管先端を押し込んで流し込むという単純な手法が用いられていた。その後、搭載口と蛇管先端部をフランジで連接し，両者をボルトで強く固定する方式を経て、搭載口を蛇管と同一直径のネジ溝付き構造として、係止された蛇管先端部を搭載口と面一に合わせた後、蛇管側の回転式締付けネジで搭載口のネジ溝をしっかりと固定するカップリング方式が用いられるようになったが、いずれも人力による固定・締め付け作業が必要であり、夜間や荒天時の作業には困難が伴った。
この問題に対し、アメリカ海軍では1950年代後半より空中給油装置と同様の自動嵌合機構を導入したプロープ方式を開発し、1965年に制式化した。これは蛇管を引き込む際の慣性力を利用して，受給艦の漏斗状の燃料搭載口に蛇管先端部が自動的に嵌合するという，人力結合作業を要しない画期的なものであった。またスパン・ワイヤの維持についても改良が図られており、現在ではその緊張を維持するために、ハイライン法によるドライカーゴの移送に使われるのと同様のSTREAM式リグが用いられている。

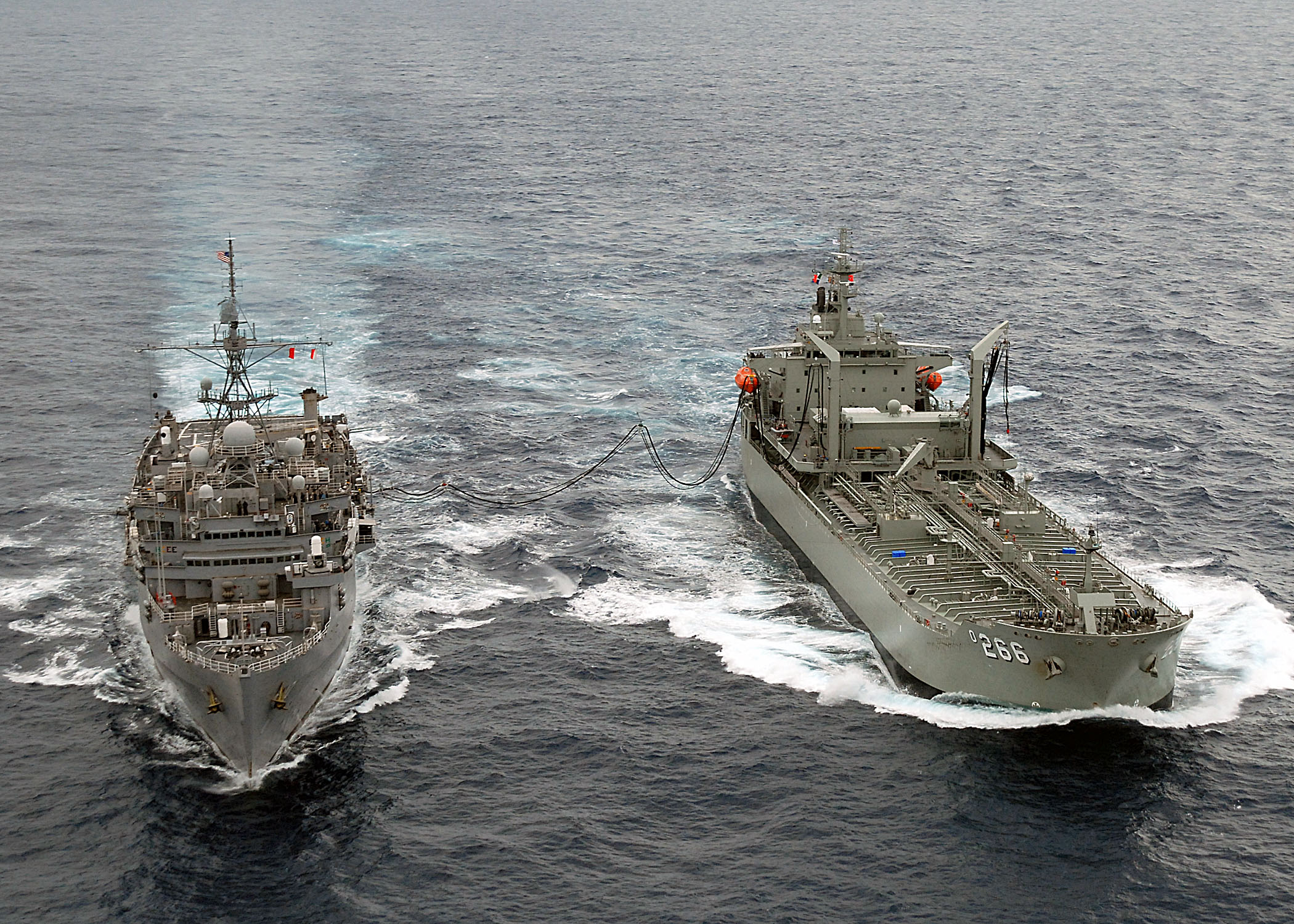
「ジュノー」に洋上給油を行う「シリウス」
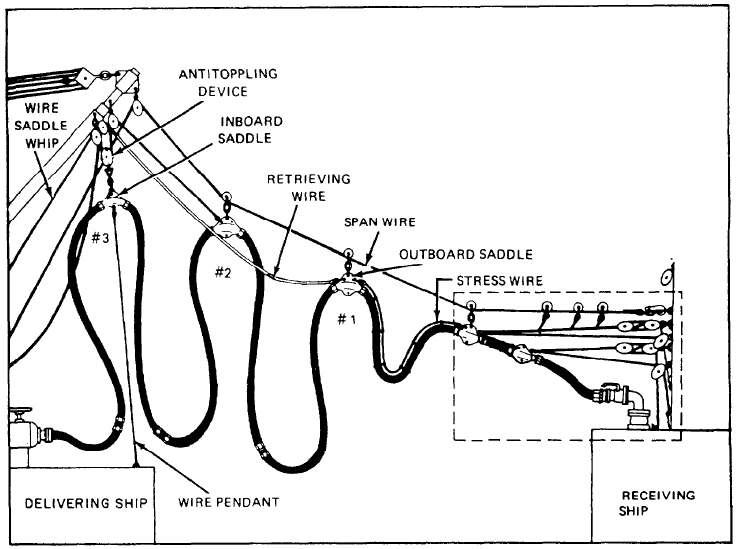
スパン・ワイヤによる蛇管の保持要領（搭載口部はプローブ方式に未対応）
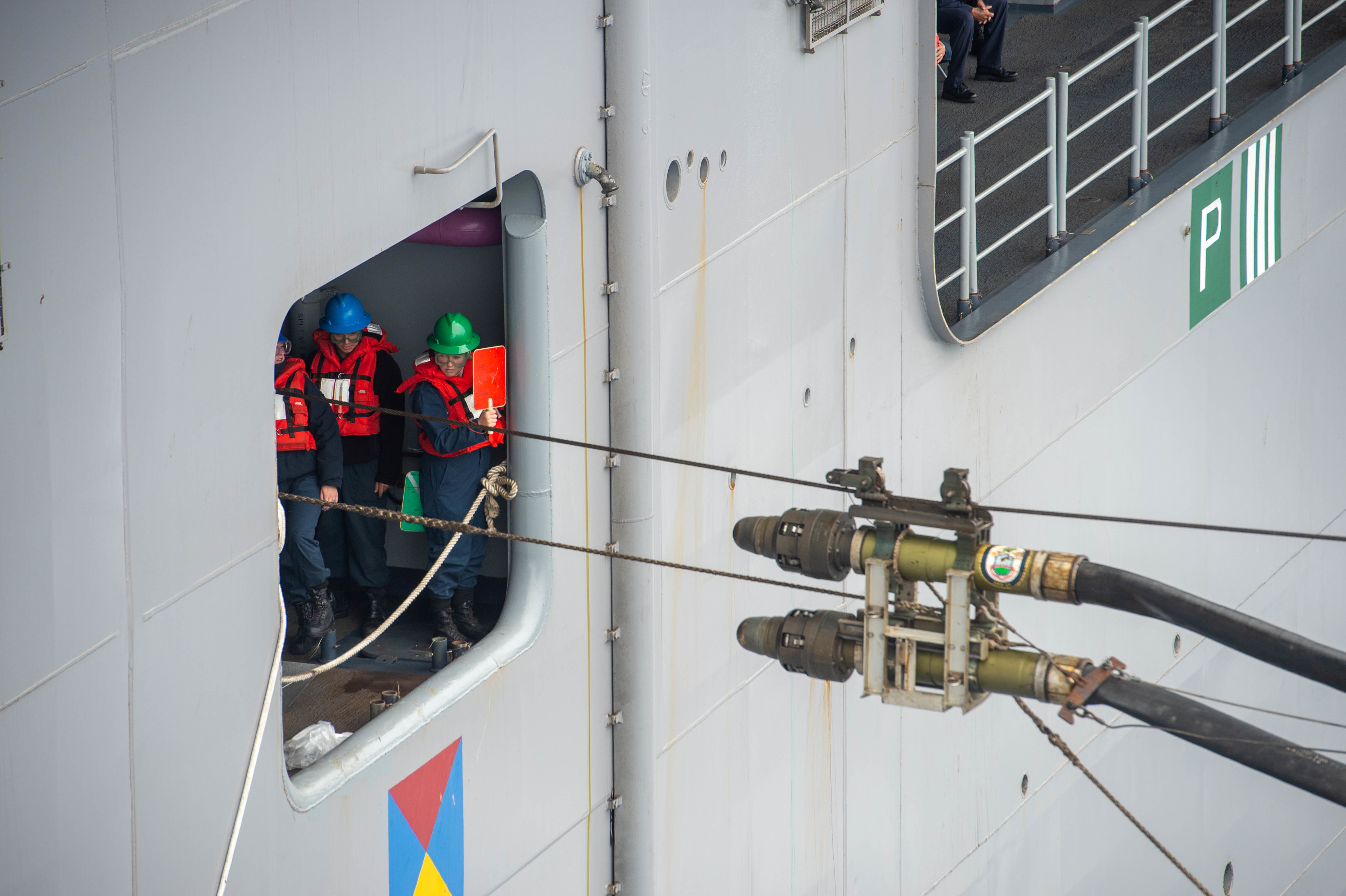
プロープ方式の蛇管先端部

### ハイライン移送
洋上給油と同様、洋上での弾薬や糧食などのドライカーゴの洋上補給についてもアメリカ海軍が先駆者であった。まず1944年末に第5艦隊の補給担当幕僚であったバートン・ビッグス大佐が移送方法（Burton method）を開発したが、これは要するに、補給艦のブームで移送する物資を釣り上げたのち、これに受給艦からのラインを接続し、両艦のウインチを調整しながら受給艦へと引き寄せていくものであった。
1950年代には、ミサイルの普及に伴ってより洗練された移送方法が検討されるようになり、まずFAST（Fast Automatic Shuttle Transfer）法が開発されたが、艦隊で用いるには複雑すぎたため、やや簡素化されたSTREAM（Standard Tensioned Replenishment Alongside Method）法が開発され、1970年より艦隊で用いられるようになった。
STREAM法では、まず補給艦と受給艦との間にハイライン索を張り渡したのち、受給艦の受給装置（パッドアイ）にSURF（Standard Underway Replenishment Fixture）を接続する。移送する物資を吊り下げたトロリーは、ハイラインにぶら下がった状態で、インホール・ラインとアウトホール・ラインの操作によって、補給艦のスライディングブロックとこのSURFとの間を移動することになる。なおこのシステムでは、ハイラインの張力はラムテンショナー装置（油圧と圧縮空気を利用した「空気バネ」式の張力緩衝装置）によって調整される。

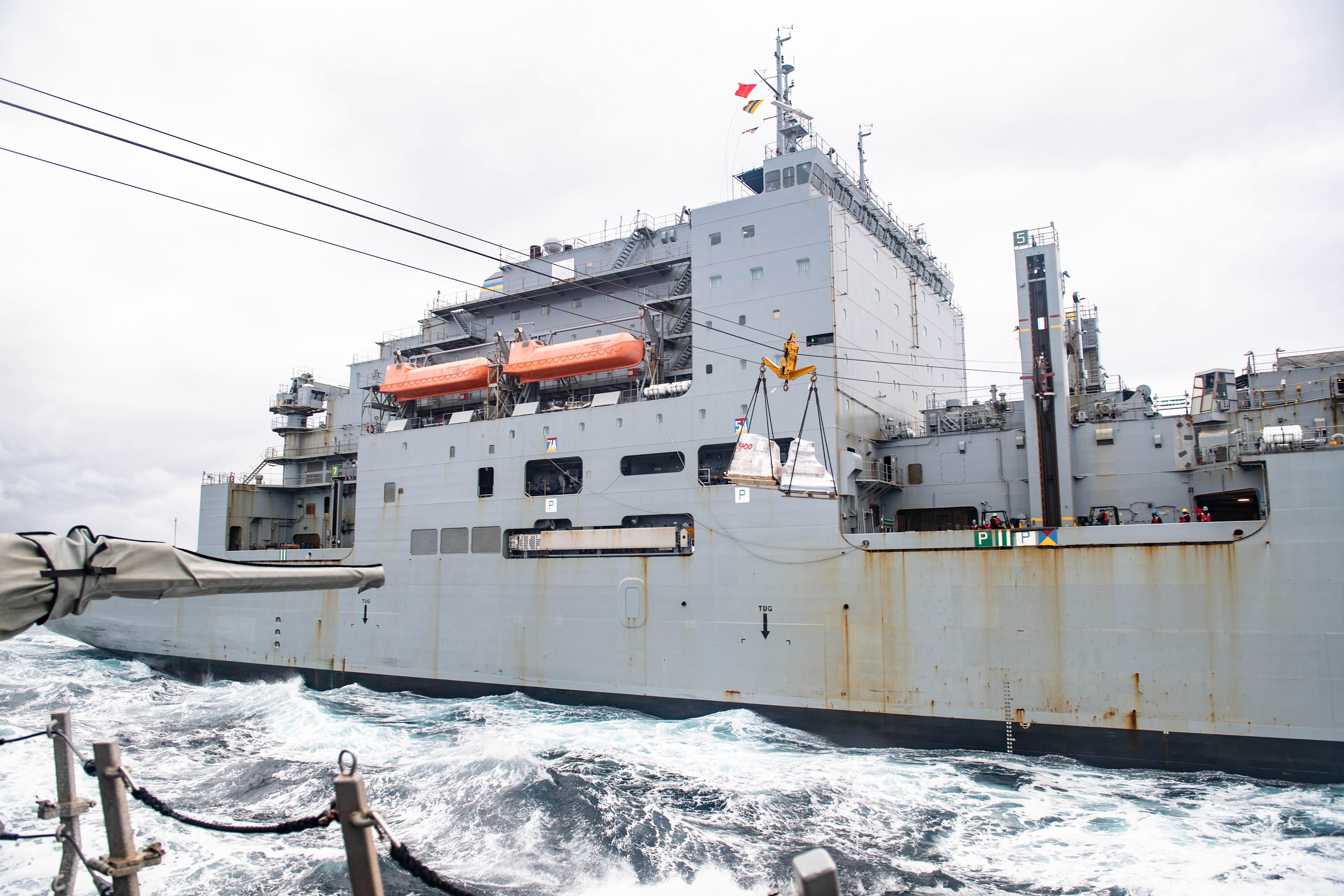
補給艦のスライディングブロックから受給艦にむけて発進したトロリー
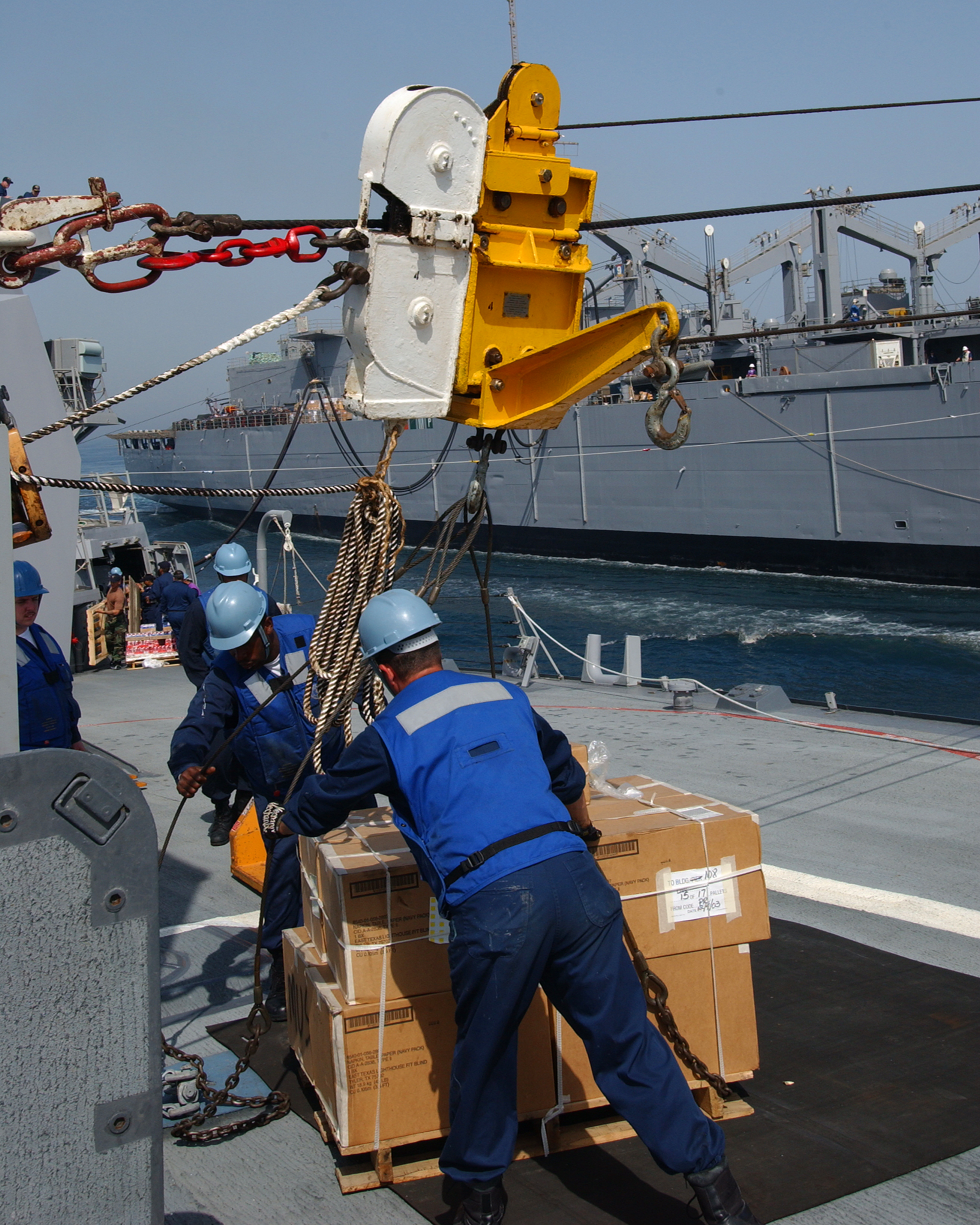
SURF側まで到着したトロリーから物資を回収する受給艦の乗員

## 主な補給艦

### 戦間期～第二次世界大戦
アメリカ合衆国
- パトカ級給油艦（英語版） (AO)
- シマロン級給油艦 (初代) (AO)
- チコピー級給油艦（英語版） (AO)
- ケネベック級給油艦（英語版） (AO)
- スアミコ級給油艦（英語版） (AO)

 イギリス
- オル型給油艦 (初代)（英語版）
- デール型給油艦 (初代)（英語版）
- スプライト型給油艦（英語版）
- レンジャー型給油艦（英語版）
- ウェーブ型給油艦 (初代)（英語版）

 スペイン
- プルトン（スペイン語版）

 ドイツ国
- アルトマルク
※1940年に「ウッカーマルク」に改名
- ヴェスターヴァルト（ドイツ語版）
※1940年に「ノルトマルク」に改名
- ディトマールシェン（英語版）

 大日本帝国
- 室戸型給炭艦 (AC)
- 知床型給油艦 (AO)
- 隠戸型給油艦 (AO)
- 洲埼型給油艦 (AO)
- 足摺型給油艦 (AO)
- 大瀬 (AO)
- 樫野 (AE)
- 間宮 (AF)
- 伊良湖 (AF)
- 野崎 (AF)
- 鞍崎 (AF)
- 杵埼型給糧艦 (AF)

 ポルトガル
- サン・ブラス（ポルトガル語版）

### 第二次世界大戦後
アメリカ合衆国
- ネオショ級給油艦 (AO)
- リゲル級給糧艦(AF)
- スリバチ級給兵艦(AE)
- ニトロ級給兵艦(AE)
- マーズ級戦闘給糧艦(AFS)
- サクラメント級高速戦闘支援艦(AOE)
- キラウエア級給兵艦(AE)
- ウィチタ級給油艦(AOR)
- シマロン級給油艦 (2代)(AO)
- シリウス級戦闘給糧艦(AFS)
- ヘンリー・J・カイザー級給油艦(AO)
- サプライ級高速戦闘支援艦(AOE)
- ルイス・アンド・クラーク級貨物弾薬補給艦(AKE)
- ジョン・ルイス級給油艦（英語版） (AO)

 アルゼンチン
- プンタ・メダノス（スペイン語版） (AO)
- インヘニエロ・フリオ・クラウゼ（スペイン語版）(AO)
- パタゴニア(AOE)

 イギリス
- オルナ（英語版） (AO)
- サーフ型給油艦（英語版） (AO)
- エディ型給油艦（英語版） (AO)
- ヒービー型給兵艦 (AE)
- タイド型給油艦 (初代)(AO)
- オル型給油艦 (2代)(AO)
- デール型給油艦（英語版）(AO)
- ネス型給糧艦(AFS)
- リソース級給兵艦(AFS)
- ローバー級給油艦(AO)
- リーフ型給油艦(AO)
- フォート・ロザリー級給糧艦(AFS)
- フォート・ヴィクトリア級補給艦(AOR)
- ウェーブ型給油艦(AO)
- タイド型給油艦 (2代)(AO)

 イタリア
- ストロンボリ級補給艦(AOE)
- エトナ(AOE)

 イラン
- ハールク

 インド
- ディーパク級補給艦(AO)
- ジョティ(AOR)
- アディティア(AOE)
- ディーパク級補給艦 (2代目)(AOR)

 オーストラリア
- サプライ(AO)
- サクセス(AOR)
- ウェストラリア(AO)
- シリウス(AO)
- サプライ級補給艦(AOE)

 オランダ
- ポールステル級補給艦
- アムステルダム
- カレル・ドールマン

 カナダ
- プロヴァイダー(AOR)
- プロテクチュール級補給艦(AOR)
- アステリックス（英語版）
- クイーンストン級支援艦（英語版）

 ギリシャ
- プロメテウス(AOE)

 サウジアラビア
- ボライダ級補給艦(AOE)

 スペイン
- テイデ(AO)
- マルケス・デ・ラ・エンセナダ(AO)
- パティーニョ(AOE)

 大韓民国
- 天池級補給艦(AOE)
- 昭陽(AOE)

 中華人民共和国
- 福清型補給艦（英語版）
- 青海湖（英語版）
- 福池型補給艦
- 福裕型補給艦(AOE)

 中華民国（台湾）
- 武夷(AOE)
- 磐石(AOE)

 チリ
- アルミランテ・モント (AO)
- アラウカノ (初代) (AO)
- アラウカノ (2代) (AO)

 ドイツ
- ライン級支援母艦
- リューネブルク級補給艦(AOR)
- ヴェスターヴァルト級給兵艦(AE)
- レーン級給油艦(AO)
- エルベ級支援母艦
- ベルリン級補給艦(AOE)
- 707型補給艦（英語版）(AOE)

 トルコ
- アカル級補給艦（トルコ語版）

 日本
- はまな(AO→AOE)
- さがみ(AOE)
- とわだ型補給艦(AOE)
- ましゅう型補給艦(AOE)
- 14,500トン型補給艦(AOE)

 ニュージーランド
- エンデバー(AO)

 ノルウェー
- モード（英語版）(AO)

 フィリピン
- レイク・カリラヤ（英語版） (AO)

 ブラジル
- マラジョ (AO)
- アルミランテ・ガストン・モッタ (AO)

 フランス
- デュランス級補給艦(AOE)
- ジャック・シュヴァリエ級補給艦(AOE)

 ポルトガル
- サン・ガブリエル (AO)
- サン・ミゲル（ポルトガル語版）

 南アフリカ共和国
- ターフェルバーグ (AOR)
- ドラケンスバーグ (AOR)
- オーテニカ（英語版）

 ソビエト連邦/ ロシア
- ドゥブナ級補給艦
- ボリス・チリキン級補給艦(AOR)
- ベレジナ(AOE)
- 23130型補給艦(AO)